# Non pensavo
Non pensavo è il primo singolo estratto da Sottovuoto: d-VERSION, EP del gruppo musicale Dari. Già presente nel precedente album Sottovuoto generazionale, il singolo differisce dalla prima versione per la partecipazione di Max Pezzali, presente anche nel videoclip del brano. Il video è stato girato a Torino.

## Tracce
1. Non pensavo (feat. Max Pezzali) – 4:21